# 寛容

## 用語
「寛容」という漢語は、古くから漢籍にも常用される一般語であるがこの語が哲学の領域で西洋語の翻訳語として紐づけられたのは明治に出版された哲学字彙によるもので、英語"Toleration""Tolerance"の語源は、endurance、 fortitude で、もともとは「耐える」、「我慢する」という意味をもつ言葉である。次第に「相手を受け入れる」の意味をも含むようになったが、無条件に相手を受け入れるというより、自分の機軸にあったものだけを許す、という意味あいが強い。
現在使われている「寛容」(Tolerance) が最初に使用されたのは15世紀で、近世ヨーロッパ社会において産み出された概念である。というのも、「16世紀の宗教改革の結果として、カトリック普遍主義が崩壊すると共に、多くの同時代人が宗教的な寛容を重要な課題または争点として認識するようになった」からである。更にいえば、「まず宗派間の対立感情が頂点に達する宗教戦争の時代には、寛容は信仰の弱さの表現として否定的に考えられたが、やがて宗教戦争から平和に移行する段階になると、寛容はいわば必要悪として暫時的にではあるが肯定され、信仰の問題というよりも国家理性を優先する立場からカトリックとプロテスタントの平和的共存が実現される」という状況になったからである。
これは、積極的に相手を尊重するのではなく、「異端信仰という罪悪または誤謬を排除することのできない場合に、やむをえずそれを容認する行為であり、社会の安寧のため、また慈悲の精神から、多少とも見下した態度で、蒙昧な隣人を許容する行為」をするためであった。宗教戦争を経験したヨーロッパにおける特殊事情が、「寛容」を強要されたわけであり、仕方無しの「許容」である。

## 歴史

### 宗教改革の影響
1595年 マルティン・ルターの95ヶ条の論題により始まった宗教改革により、キリスト教によって信仰の普遍的共同体を誇ったヨーロッパは、信仰の上ではカトリック、ルター派、カルヴァン派、英国教会の四つに分裂して、ある国で「真の宗教」の名の下で迫害された宗派が、別の国では自らこそが「真の宗教」として他の宗派を弾圧する状況が、ヨーロッパ各地で見られるようになった。カルヴァンはカトリックによるプロテスタントの迫害を非難したが、カルヴァンが神権政治を実現したジュネーヴでは、人文主義者であるミシェル・セルヴェが異端の名のもとに処刑された。このような不寛容に対して、デジデリウス・エラスムスは「真の宗教」をめぐって用いられる暴力を批判し、平和的な解決を説いた。その立場を受け継いだセバスティアン・カステリヨンは寛容こそがキリスト教徒のとるべき道だと示した。フランスではユグノーともカトリック強硬派とも区別される第三の勢力にポリティーク派があり、政治社会の存続のために寛容を擁護して王権による政治的統一を図るべきとした。大法官ミシェル・ド・ロピタルは、良心は力で動かすことができず、もし強制すればそれは信仰ではなくなると考え、信仰と政治生活の分離を説き、権力による信仰への介入と、信仰を理由とする抵抗の両方を否定した。これらの影響として、フランスでは絶対王権の確立が進み、王権神授説が登場し、身分制議会である三部会は後のフランス革命まで開催されなくなった。

### トマス・モアの寛容論
トマス・モアは著書『ユートピア』の中で架空の国における宗教的な寛容を描き出した。彼が想定したユートピアという国では、多くの宗教が併存しているけれども、そこの住人は世界の創造者たる唯一神ミスラを信仰しているという点で一致している。彼らはこのような宗教的多様性の中で、他の宗教を侵害しないという掟を守っている。そして、この地の王ユートプスも、宗教の自由と諸宗派の平和的共存を命じている。これは、ユートプス王自身が、かつてのこの地の宗教的な混乱に乗じて征服に成功したからであった。このようなトマス・モアの宗教的寛容は、平和的な説諭による改宗を勧め、異端に対する武力的な抑圧を非難したものである。他方で、トマス・モアは、無神論および唯物論については、彼らを公職から遠ざけるべきこと、また宗教的な儀式は自宅で（すなわち私的に）行うべきことを説いている。

### ジョン・ロックの寛容論
ジョン・ロックの寛容論の主眼は、聖俗を分離させること、とりわけ為政者が信仰の問題に干渉しないようにさせることであった。彼の後年の作品『寛容についての書簡』A letter concerning toleration. (1685)では、主に3つの原理が掲げられている。
第一に、キリスト教会および信徒は、人類愛の見地から、他人を迫害する権利を持たない。
第二に、人の認識範囲は狭く、また誤り易いので、自分の宗教的な意見が正しく、他人のそれが誤っているということについて、確実な知識を持てない。
第三に、暴力という強制によって人々を救済することはできない。
このようなロックの寛容論の通奏低音は、可謬的な人間という人間像である。

### ヴォルテールの寛容論
ロックからほぼ半世紀後のフランスの思想家であるヴォルテールも、自身の寛容論を人間の誤り易さによって基礎付けている。
このようなヴォルテールの寛容論は、新教徒が冤罪で処刑されるというカラス事件の再審請求運動を経て、「恥知らずを粉砕せよ」というモットーの下で、ある種の不寛容さを含む正義論へと発展していった。そこに現れているのは、「不確実はほとんど人間の宿命である」にもかかわらず「いずれかに立場を決めねばならず、それも場あたりであってはならない」という綱渡り的な実践的思考である。

### マルクーゼの『抑圧的寛容』
ヘルベルト・マルクーゼもまた、1965年に出版された『純粋寛容批判』に納められた論文『抑圧的寛容』（en:Repressive Tolerance）において権力者への隷属や多数決で規定される民主主義的権力の横暴の容認を『消極的寛容』（passive tolerance）と批判し、社会的弱者を虐げる権威や権力を容認しない『抑圧的寛容』を主張した。しかし論文の最終部分で保守主義者の批判に対して次のように反論した。
この点で彼の多数決批判論はプロレタリアート独裁やエリート主義ではなく『法の支配』に近い。